# 도미니크 후라니
도미니크 후라니(아랍어: دومينيك حوراني, 영어: Dominique Hourani, 1985년 8월 7일 ~ )는 레바논의 가수, 배우, 모델이다.